# Moldavisch voetbalelftal (mannen)

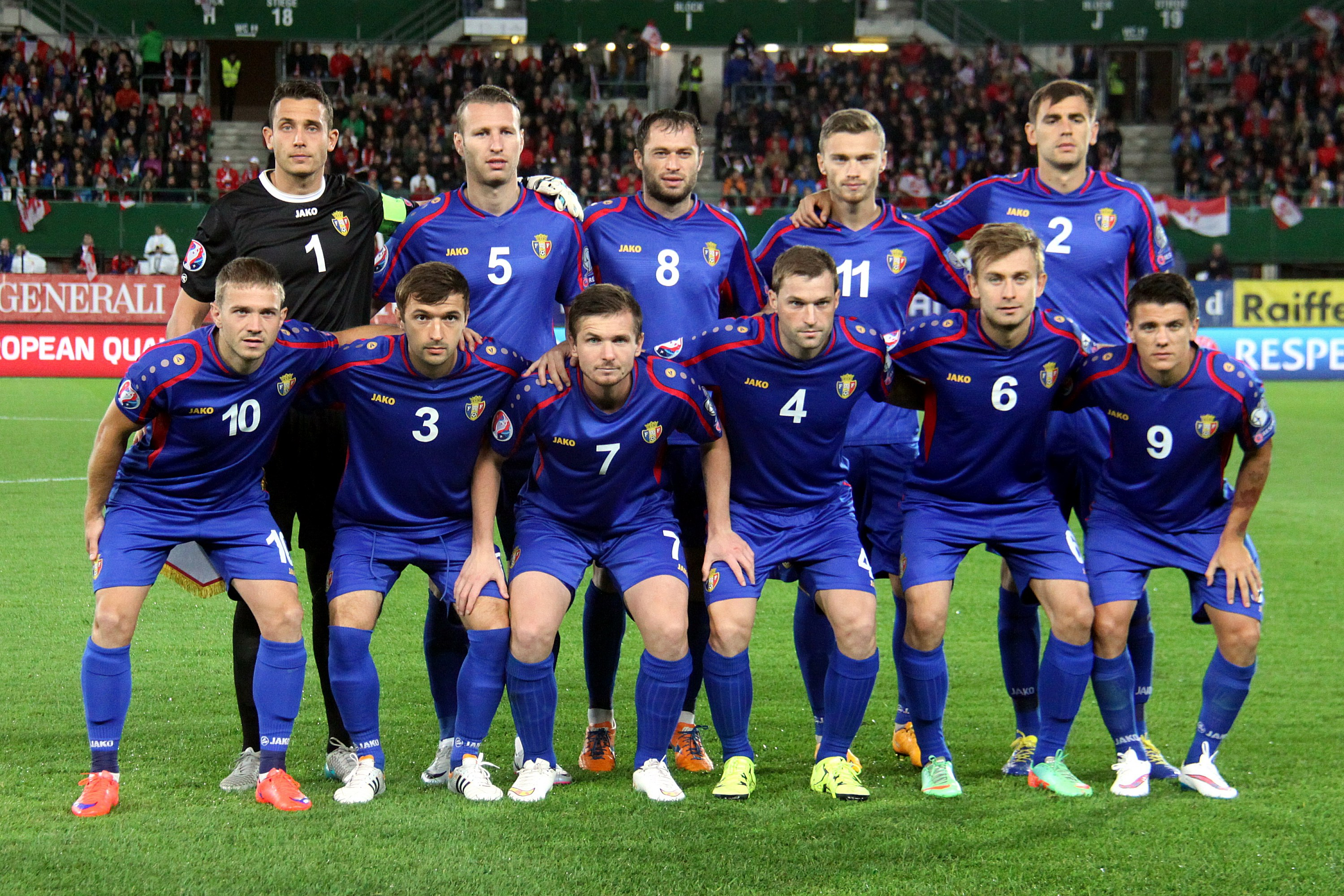
Moldavisch voetbalelftal (2015)

Het Moldavisch voetbalelftal is een team van voetballers dat Moldavië vertegenwoordigt in internationale wedstrijden en competities, zoals de voorrondes voor het WK en het EK en de UEFA Nations League. Moldavië wist zich nog nooit voor een eindronde te plaatsen.

## Geschiedenis
Moldavië speelde zijn eerste interland op 2 juli 1991, er werd met 2-4 verloren van Georgië, beide landen waren nog onderdeel van de Sovjet-Unie. Het schreef zich voor de eerste keer voor een internationaal toernooi in voor het EK van 1996. Het debuterende land kende een vliegende start door de eerste twee wedstrijden te winnen, uit tegen Georgië en thuis tegen Wales. De volgende zeven wedstrijden gingen allemaal verloren, in de laatste wedstrijd zorgde een nieuwe zege op Georgië, dat de laatste plaats in de groep werd over gedragen aan Albanië en Wales. In de latere kwalificatie-toernooien eindigde Moldavië steeds op de laatste of voorlaatste plaats, alleen voor het EK van 2008 wist het twee landen achter zich te houden, het eindigde boven Hongarije dankzij een 3-0 overwinning. Andere opvallende uitslagen waren overwinningen op Oostenrijk (EK 2004), Bosnië en Herzegovina (EK 2008), Finland (EK 2012) en Montenegro (WK 2014) en gelijke spelen tegen Turkije (EK 2000 en EK 2008), Griekenland (WK 2010),  en Rusland (EK 2016). In de laatste twee kwalificatie-toernooien werden vier gelijke spelen en zestien nederlagen geboekt en eindigde het land op de laatste plaats in zijn groep.

## Deelnames aan internationale toernooien

### Wereldkampioenschap
| Wereldkampioenschap voetbal | Wereldkampioenschap voetbal | Wereldkampioenschap voetbal | Wereldkampioenschap voetbal | Wereldkampioenschap voetbal | Wereldkampioenschap voetbal | Wereldkampioenschap voetbal | Wereldkampioenschap voetbal | Wereldkampioenschap voetbal |
| Jaar                        | Ronde                       | Wed.                        | W                           | G                           | V                           | DV                          | DT                          |                             |
| --------------------------- | --------------------------- | --------------------------- | --------------------------- | --------------------------- | --------------------------- | --------------------------- | --------------------------- | --------------------------- |
| 1930–1938                   | Bij Roemenië                | Bij Roemenië                | Bij Roemenië                | Bij Roemenië                | Bij Roemenië                | Bij Roemenië                | Bij Roemenië                |                             |
| 1950–1990                   | Bij Sovjet-Unie             | Bij Sovjet-Unie             | Bij Sovjet-Unie             | Bij Sovjet-Unie             | Bij Sovjet-Unie             | Bij Sovjet-Unie             | Bij Sovjet-Unie             |                             |
| 1994                        | Geen deelname               | Geen deelname               | Geen deelname               | Geen deelname               | Geen deelname               | Geen deelname               | Geen deelname               |                             |
| 1998                        | Niet gekwalificeerd         | Niet gekwalificeerd         | Niet gekwalificeerd         | Niet gekwalificeerd         | Niet gekwalificeerd         | Niet gekwalificeerd         | Niet gekwalificeerd         |                             |
| 2002                        | Niet gekwalificeerd         | Niet gekwalificeerd         | Niet gekwalificeerd         | Niet gekwalificeerd         | Niet gekwalificeerd         | Niet gekwalificeerd         | Niet gekwalificeerd         |                             |
| 2006                        | Niet gekwalificeerd         | Niet gekwalificeerd         | Niet gekwalificeerd         | Niet gekwalificeerd         | Niet gekwalificeerd         | Niet gekwalificeerd         | Niet gekwalificeerd         |                             |
| 2010                        | Niet gekwalificeerd         | Niet gekwalificeerd         | Niet gekwalificeerd         | Niet gekwalificeerd         | Niet gekwalificeerd         | Niet gekwalificeerd         | Niet gekwalificeerd         |                             |
| 2014                        | Niet gekwalificeerd         | Niet gekwalificeerd         | Niet gekwalificeerd         | Niet gekwalificeerd         | Niet gekwalificeerd         | Niet gekwalificeerd         | Niet gekwalificeerd         |                             |
| 2018                        | Niet gekwalificeerd         | Niet gekwalificeerd         | Niet gekwalificeerd         | Niet gekwalificeerd         | Niet gekwalificeerd         | Niet gekwalificeerd         | Niet gekwalificeerd         |                             |
| 2022                        | Niet gekwalificeerd         | Niet gekwalificeerd         | Niet gekwalificeerd         | Niet gekwalificeerd         | Niet gekwalificeerd         | Niet gekwalificeerd         | Niet gekwalificeerd         | Niet gekwalificeerd         |

### Europees kampioenschap
| Europees kampioenschap voetbal | Europees kampioenschap voetbal | Europees kampioenschap voetbal | Europees kampioenschap voetbal | Europees kampioenschap voetbal | Europees kampioenschap voetbal | Europees kampioenschap voetbal | Europees kampioenschap voetbal | Europees kampioenschap voetbal |
| Jaar                           | Ronde                          | Wed.                           | W                              | G                              | V                              | DV                             | DT                             | Kwal                           |
| ------------------------------ | ------------------------------ | ------------------------------ | ------------------------------ | ------------------------------ | ------------------------------ | ------------------------------ | ------------------------------ | ------------------------------ |
| 1960–1988                      | Bij Sovjet-Unie                | Bij Sovjet-Unie                | Bij Sovjet-Unie                | Bij Sovjet-Unie                | Bij Sovjet-Unie                | Bij Sovjet-Unie                | Bij Sovjet-Unie                | Bij Sovjet-Unie                |
| 1992                           | Geen deelname                  | Geen deelname                  | Geen deelname                  | Geen deelname                  | Geen deelname                  | Geen deelname                  | Geen deelname                  | Geen deelname                  |
| 1996                           | Niet gekwalificeerd            | Niet gekwalificeerd            | Niet gekwalificeerd            | Niet gekwalificeerd            | Niet gekwalificeerd            | Niet gekwalificeerd            | Niet gekwalificeerd            | Niet gekwalificeerd            |
| 2000                           | Niet gekwalificeerd            | Niet gekwalificeerd            | Niet gekwalificeerd            | Niet gekwalificeerd            | Niet gekwalificeerd            | Niet gekwalificeerd            | Niet gekwalificeerd            | Niet gekwalificeerd            |
| 2004                           | Niet gekwalificeerd            | Niet gekwalificeerd            | Niet gekwalificeerd            | Niet gekwalificeerd            | Niet gekwalificeerd            | Niet gekwalificeerd            | Niet gekwalificeerd            | Niet gekwalificeerd            |
| 2008                           | Niet gekwalificeerd            | Niet gekwalificeerd            | Niet gekwalificeerd            | Niet gekwalificeerd            | Niet gekwalificeerd            | Niet gekwalificeerd            | Niet gekwalificeerd            | Niet gekwalificeerd            |
| 2012                           | Niet gekwalificeerd            | Niet gekwalificeerd            | Niet gekwalificeerd            | Niet gekwalificeerd            | Niet gekwalificeerd            | Niet gekwalificeerd            | Niet gekwalificeerd            | Niet gekwalificeerd            |
| 2016                           | Niet gekwalificeerd            | Niet gekwalificeerd            | Niet gekwalificeerd            | Niet gekwalificeerd            | Niet gekwalificeerd            | Niet gekwalificeerd            | Niet gekwalificeerd            | Niet gekwalificeerd            |
| 2020                           | Niet gekwalificeerd            | Niet gekwalificeerd            | Niet gekwalificeerd            | Niet gekwalificeerd            | Niet gekwalificeerd            | Niet gekwalificeerd            | Niet gekwalificeerd            | Niet gekwalificeerd            |
| 2024                           | Niet gekwalificeerd            | Niet gekwalificeerd            | Niet gekwalificeerd            | Niet gekwalificeerd            | Niet gekwalificeerd            | Niet gekwalificeerd            | Niet gekwalificeerd            | Niet gekwalificeerd            |

### UEFA Nations League
| 2018–19 | D | 48e | 6 | 2 | 3 | 1 | 4  | 5  | Gestegen |
| 2020–21 | C | 49e | 6 | 0 | 1 | 5 | 1  | 11 | Gedaald  |
| 2022–23 | D | 51e | 6 | 4 | 1 | 1 | 10 | 6  | Stabiel  |

## Huidige selectie
De volgende spelers werden opgeroepen voor de vriendschappelijke interland tegen Zweden op 9 januari 2020.
Interlands en doelpunten bijgewerkt tot en met de wedstrijd tegen Zweden (0–1) op 9 januari 2020.
| №           | Naam               | Wed. | Dlpnt. | Club                      |  |
| ----------- | ------------------ | ---- | ------ | ------------------------- |  |
| Doel        |                    |      |        |                           |  |
| 1           | Nikolai Calancea   | 19   | 0      | Dunărea Călărași          |  |
| 23          | Denis Rusu         | 1    | 0      | Politehnica Iași          |  |
| 12          | Nicolai Cebotari   | 0    | 0      | Sfântul Gheorghe Suruceni |  |
| Verdediging |                    |      |        |                           |  |
| 6           | Igor Armaș         | 58   | 5      | Voluntari                 |  |
| 22          | Dinu Graur         | 16   | 0      | Astra Giurgiu             |  |
| 15          | Sergiu Plătică     | 14   | 0      | Milsami Orhei             |  |
| 2           | Anatolie Prepeliță | 3    | 0      | Spartaks Jūrmala          |  |
| 5           | Constantin Bogdan  | 2    | 0      | Milsami Orhei             |  |
| 4           | Maxim Focșa        | 1    | 0      | Sfântul Gheorghe Suruceni |  |
| 8           | Denis Marandici    | 0    | 0      | União de Leiria           |  |
| Middenveld  |                    |      |        |                           |  |
| 7           | Andrei Cojocari    | 39   | 2      | Petrocub Hîncești         |  |
| 19          | Artur Pătraș       | 29   | 0      | Zimbru Chișinău           |  |
| 10          | Eugeniu Cociuc     | 19   | 0      | Sabah                     |  |
| 9           | Dan Spătaru        | 9    | 0      | Noah                      |  |
| 18          | Gheorghe Anton     | 8    | 0      | Zira                      |  |
| 21          | Vadim Rață         | 7    | 1      | Chindia Târgoviște        |  |
| 14          | Dan Taras          | 3    | 0      | Petrocub Hîncești         |  |
| 11          | Cristian Dros      | 1    | 0      | Politehnica Timișoara     |  |
| Aanval      |                    |      |        |                           |  |
| 16          | Alexandru Suvorov  | 57   | 7      | Sfântul Gheorghe Suruceni |  |
| 20          | Vladimir Ambros    | 12   | 1      | Petrocub Hîncești         |  |
| 17          | Alexandru Boiciuc  | 9    | 0      | Karpaty Lviv              |  |

## FIFA-wereldranglijst[1]
| 1994 | 1995 | 1996 | 1997 | 1998 | 1999 | 2000 | 2001 | 2002 | 2003 | 2004 | 2005 | 2006 | 2007 | 2008 | 2009 | 2010 | 2011 | 2012 | 2013 | 2014 | 2015 | 2016 | 2017 | 2018 | 2019 | 2020 | 2021 | 2022 | 2023 | 2024 |
| ---- | ---- | ---- | ---- | ---- | ---- | ---- | ---- | ---- | ---- | ---- | ---- | ---- | ---- | ---- | ---- | ---- | ---- | ---- | ---- | ---- | ---- | ---- | ---- | ---- | ---- | ---- | ---- | ---- | ---- | ---- |
| 118  | 109  | 117  | 131  | 116  | 93   | 94   | 103  | 111  | 106  | 114  | 107  | 86   | 52   | 97   | 94   | 84   | 136  | 128  | 96   | 121  | 155  | 164  | 167  | 170  | 175  | 177  | 181  | 174  | 155  | 151  |

## Internationals
FMF · A-internationals · Bondscoaches · Moldavisch vrouwenelftal · Moldavië U21 · Moldavië U20 · Moldavië U19 · Moldavië U18 · Moldavië U17 · Moldavië U16
1990 – 1999 ·
2000 – 2009 ·
2010 – 2019 ·
2020 − 2029
1991 · 1992 · 1993 · 1994 · 1995 · 1996 · 1997 · 1998 · 1999 · 2000 · 2001 · 2002 · 2003 · 2004 · 2005 · 2006 · 2007 · 2008 · 2009 · 2010 · 2011 · 2012 · 2013 · 2014 · 2015 · 2016 · 2017 · 2018 · 2019 · 2020 · 2021 · 2022 · 2023 · 2024
Albanië ·
Andorra ·
Armenië ·
Azerbeidzjan ·
Bosnië en Herzegovina ·
Bulgarije ·
Canada ·
Cyprus ·
Denemarken · 
Duitsland ·
El Salvador · 
Engeland ·
Estland ·
Faeröer ·
Finland ·
Frankrijk ·
Georgië ·
Gibraltar ·
Griekenland ·
Hongarije ·
Ierland ·
IJsland ·
Indonesië ·
Israël ·
Italië ·
Ivoorkust ·
Jordanië ·
Kaaimaneilanden ·
Kameroen ·
Kazachstan ·
Kirgizië ·
Kosovo ·
Kroatië ·
Letland ·
Liechtenstein ·
Litouwen ·
Luxemburg ·
Malta ·
Montenegro ·
Nederland ·
Noord-Ierland ·
Noord-Macedonië ·
Noorwegen ·
Oeganda ·
Oekraïne ·
Oostenrijk ·
Polen ·
Portugal ·
Qatar ·
Roemenië ·
Rusland ·
San Marino ·
Saoedi-Arabië ·
Schotland ·
Servië ·
Slovenië ·
Slowakije ·
Tsjechië ·
Turkije ·
Venezuela ·
Verenigde Arabische Emiraten ·
Verenigde Staten ·
Wales ·
Wit-Rusland ·
Zuid-Korea ·
Zweden ·
Zwitserland
 Albanië ·  Andorra ·  Armenië ·  Azerbeidzjan ·  België ·  Bosnië en Herzegovina ·  Bulgarije ·  Cyprus ·  Denemarken ·  Duitsland ·  Engeland ·  Estland ·  Faeröer ·  Finland ·  Frankrijk ·  Georgië ·  Gibraltar ·  Griekenland ·  Hongarije ·  Ierland ·  IJsland ·  Israël ·  Italië ·  Kazachstan ·  Kosovo ·  Kroatië ·  Letland ·  Liechtenstein ·  Litouwen ·  Luxemburg ·  Malta ·  Moldavië ·  Montenegro ·  Nederland ·  Noord-Ierland ·  Noord-Macedonië ·  Noorwegen ·  Oekraïne ·  Oostenrijk ·  Polen ·  Portugal ·  Roemenië ·  Rusland ·  San Marino ·  Schotland ·  Servië ·  Slovenië ·  Slowakije ·  Spanje ·  Tsjechië ·  Turkije ·  Wales ·  Wit-Rusland ·  Zweden ·  Zwitserland
 Bohemen ·  Bohemen en Moravië ·  Duitse Democratische Republiek ·  Ierland ·  Joegoslavië ·  Servië en Montenegro ·  Tsjecho-Slowakije ·  GOS ·  Saarland ·  Sovjet-Unie